# Néa Sánta (Kilkís)
Néa Sánta (grec moderne : Νέα Σάντα) est une localité située dans le dème de Kilkís, dans le district régional de Kilkís, dans la periphérie de Macédoine-Centrale, en Grèce.
Selon le recensement de 2011, elle compte 1 693 habitants.